# Sort helikopter
Sorte helikoptere (engelsk:Black Helicopters) er et udtryk som blev populært i USA's milits-bevægelse og associerede politiske grupper i 1990'erne, som et symbol på at USA angiveligt var ved at blive overtaget af et konspiratorisk militærregime. Der var blandt andet rygter om at FN patruljerede USA med umærkede sorte helikoptere, og at føderale agenter brugte sorte helikoptere til at håndhæve love om vildt. Teorien er muligvis opstået på grund af det faktum at mange regeringsagenturer og firmaer bruger helikoptere, og at nogen af disse er sorte eller andre mørke farver. For eksempel blev militærhelikoptere i mørke farver anvendt ved Ruby Ridge-konfrontationen.
Metonymisk brug af udtrykket black helicopters bruges sommetider til at beskrive konspirationsteorier generelt.